# エリザベッタ・ヴィスコンティ
エリザベッタ・ヴィスコンティ（Elisabetta Visconti, 1374年 - 1432年2月2日）は、ミラノの僭主ベルナボ・ヴィスコンティの娘で、バイエルン公エルンストの妻。

## 生涯
ベルナボ・ヴィスコンティと妻レジーナ・デッラ・スカラの間の15人の子供のうち年少の子として生まれた。1396年2月24日にプファフェンホーフェン・アン・デア・イルムにおいて、バイエルン＝ミュンヘン分領を治めるエルンスト公と結婚した。ベルナボの娘たちは「10万グルデンの持参金付き」と言われ、先にバイエルン公爵家に嫁いだ2人の姉タデアとマッダレーナにはこの巨額の持参金が付けられていた。エリザベッタの場合は姉たちに比べると少額の7万5000グルデンだったが、それでも十分な高額でありバイエルン公爵家の借金の返済に大いに貢献した。
政情不安のため、公爵夫妻は結婚後1年半しかミュンヘンに滞在することができず、1397年12月24日から1403年6月までヴォルフラーツハウゼンに居を移して過ごした。夫妻は間に4人の子女をもうけ、第1子の長男だけはヴォルフラーツハウゼンの仮寓で出産したが、その他の娘たちは皆ミュンヘンの宮城アルテンホーフ（Alten Hof）でしかるべき祝福を受けつつ生まれている。
- アルブレヒト3世（1401年 - 1460年） - バイエルン＝ミュンヘン公
- ベアトリクス（1403年 - 1447年） - 1424年にオルテンブルク伯ヘルマン3世と結婚、1426年にプファルツ＝ノイマルクト公ヨハンと再婚
- エリーザベト（1406年 - 1468年） - 1430年にユーリヒ=ベルク公アドルフと結婚、1440年にライニンゲン伯ハッソと再婚
- アマーリエ（1408年 - 1432年） - 修道女

エリザベッタは各地での建築事業に関わり、自分でも建築を監督した。オーデルツハウゼンの古城を改築し、晩年に好んでこの城に滞在した。
1432年に亡くなり、ミュンヘンのマリア礼拝堂地下納骨堂に葬られた。